# Marc Zellweger
Marc Zellweger (* 17. Oktober 1973 in Winterthur) ist ein ehemaliger Schweizer Fussballspieler.

## Karriere
Marc Zellweger begann seine Fussballkarriere im Nachwuchs des FC Oberwinterthur, ehe er zum FC Seuzach in die 2. Liga wechselte. Dort machte der damalige Stürmer mit zahlreichen Toren auf sich aufmerksam, bis er schliesslich vom vier Klassen höher spielenden FC St. Gallen verpflichtet wurde. Zu seinem ersten Einsatz kam er beim Heimspiel im Espenmoos gegen Yverdon Sports in der Auf-/Abstiegsrunde 1994/95. Gegen den FC Solothurn stand er das erste Mal in der Startformation und erzielte auch direkt zwei Tore.
Im Laufe der Zeit wechselte Zellweger vom Angriff ins Mittelfeld. Nach einer 0:8-Niederlage gegen die Grasshoppers Zürich in der Finalrunde 1997 entschied sich Trainer Roger Hegi, Zellweger aufgrund seiner Schnelligkeit und Zweikampfstärke als Verteidiger aufzustellen. Das nächste Spiel, ebenfalls gegen den GCZ, endete mit einem erfolgreichen 2:2. In der Saison 1997/98 gewann Zellweger mit dem FC St. Gallen die Schweizer Hallenmeisterschaft und erreichte den Cup-Final gegen Lausanne-Sports, welcher jedoch nach Elfmeterschiessen verloren ging. Zwei Jahre später gewann «Zelli» mit dem FCSG sensationell den Schweizer Meistertitel. Beim entscheidenden Spiel in Luzern trug er einen Treffer zum 2:1-Sieg bei.
In der Champions-League-Qualifikation gegen Galatasaray Istanbul verursachte Zellweger auswärts ein unglückliches Eigentor per Kopf. Im UEFA-Cup gegen den FC Chelsea trug er dafür seinen Teil dazu bei, dass der grosse Favorit sensationell bezwungen werden konnte. In der folgenden Saison erreichte Zellweger mit dem FC St. Gallen erneut die Qualifikation für den UEFA Cup, wo er gegen den SC Freiburg auch sein erstes und einziges Europacup-Tor erzielte.
Nach der erfolgreichen Zeit beim FC St. Gallen erfolgte im Herbst 2001 nach einem emotionalen Abschiedsspiel im heimischen Espenmoos, bei welchem Zellweger nach dem Spiel alles inklusive seiner Hose ins Publikum warf, der Wechsel zum 1. FC Köln. In seinem ersten Bundesligaeinsatz gegen den FC St. Pauli am 24. November 2001 schoss er sein einziges Bundesligator. Sein zweites Tor für die Kölner erzielte er im Pokal gegen den Hertha BSC. Nach einem Trainerwechsel war Zellweger fortan nicht mehr erste Wahl und wechselte leihweise zum Aufsteiger FC Wil, bevor er auf die folgende Saison hin zum FC St. Gallen zurückkehrte. Bei einem Spiel gegen die Young Boys Bern ging Zellweger nach einem Platzverweis gegen den Torhüter ins Tor und hielt prompt den Elfmeter. Nach dem Abstieg 2007 führte der mittlerweile als Fussballgott gefeierte Zellweger als Captain den FC St. Gallen ins neue Stadion AFG Arena und zum sofortigen Wiederaufstieg zurück in die Super League. Es folgte seine letzte Saison für den FC St. Gallen, bis Ende Saison 2009/10 sein Vertrag nicht mehr verlängert wurde. Als Wertschätzung seiner geleisteten Arbeit für den FC St. Gallen und der über 500 Spiele, welche er für den Verein bestritt, wurde zudem entschieden, dass die Nr. 17 fortan nie mehr vergeben wird. Sein Trikot wurde eingerahmt und hängt seither über der Fankurve Espenblock.
Marc Zellweger wollte daraufhin seine Karriere beenden, jedoch zeigte der 1.-Ligist Brühl St. Gallen Interesse an ihm und wollte ihn zugleich beim Einstieg in die Berufswelt unterstützen. Er nahm das Angebot an und erreichte mit dem SC Brühl völlig überraschend den Aufstieg in die Challenge League. Mit dem gleichzeitigen Abstieg des FC St. Gallen kam es erstmals seit fast 40 Jahren wieder zu Stadtderbys. Im Rückspiel in der AFG Arena wurde Zellweger frenetisch bejubelt und mit Standing Ovations ausgewechselt. Am 23. Mai 2012 bestritt er beim 1:1 gegen SR Delémont sein letztes Spiel als aktiver Fussballer. Er blieb anfänglich dem SC Brühl jedoch als Fitness- und Konditionstrainer erhalten, ehe er in der Event AG der AFG Arena in der Administration schnupperte und schlussendlich 2013 in Rorschach eine Filiale einer Fitnesskette übernahm.